# Suhare (Pyrénées-Atlantiques)
Pour les articles homonymes, voir Suhare.
Suhare est une ancienne commune française du département des Pyrénées-Atlantiques. Le 14 juin 1845, la commune fusionne avec Ossas pour former la nouvelle commune d'Ossas-Suhare.

## Géographie

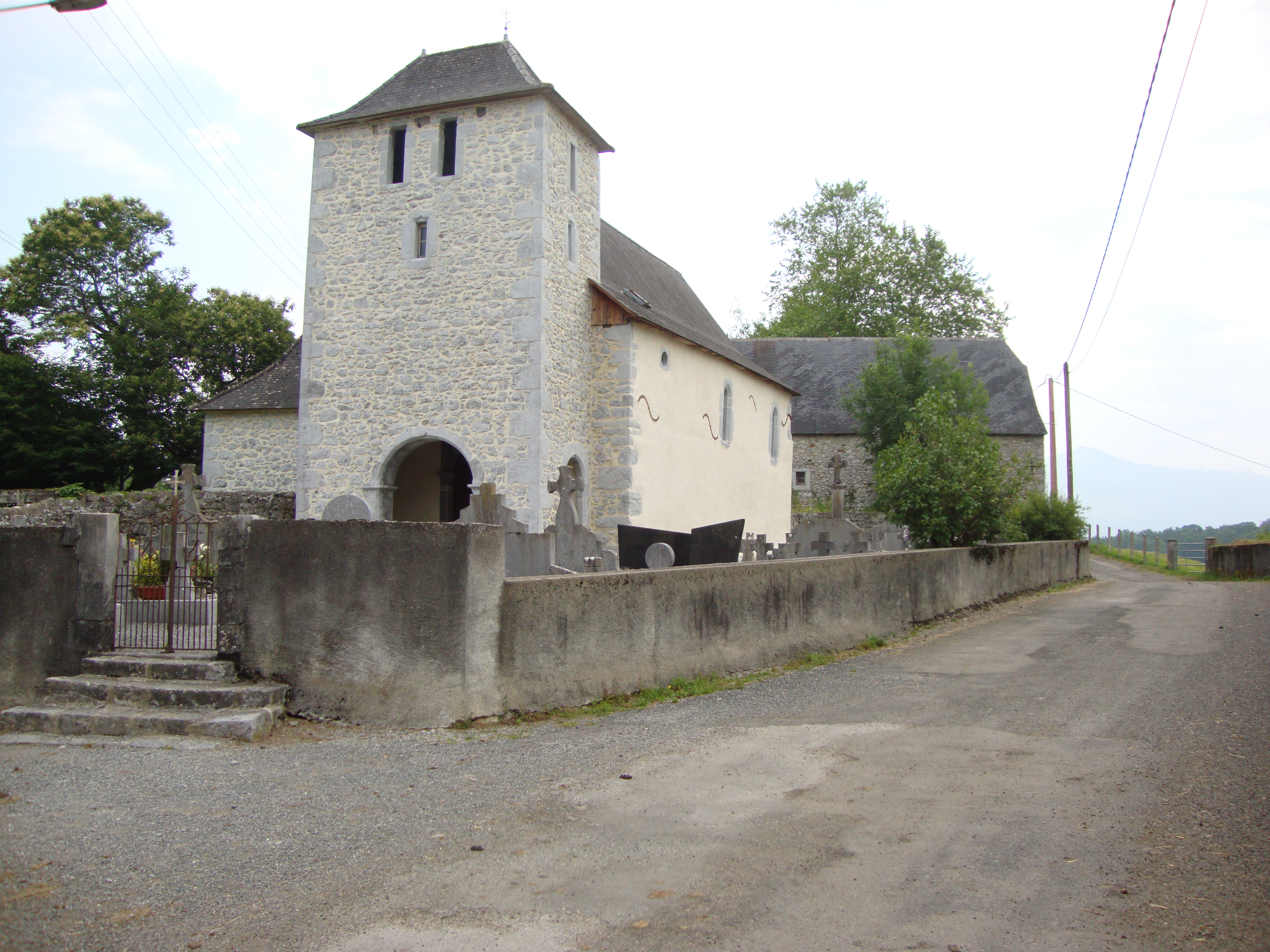
L'église de Suhare

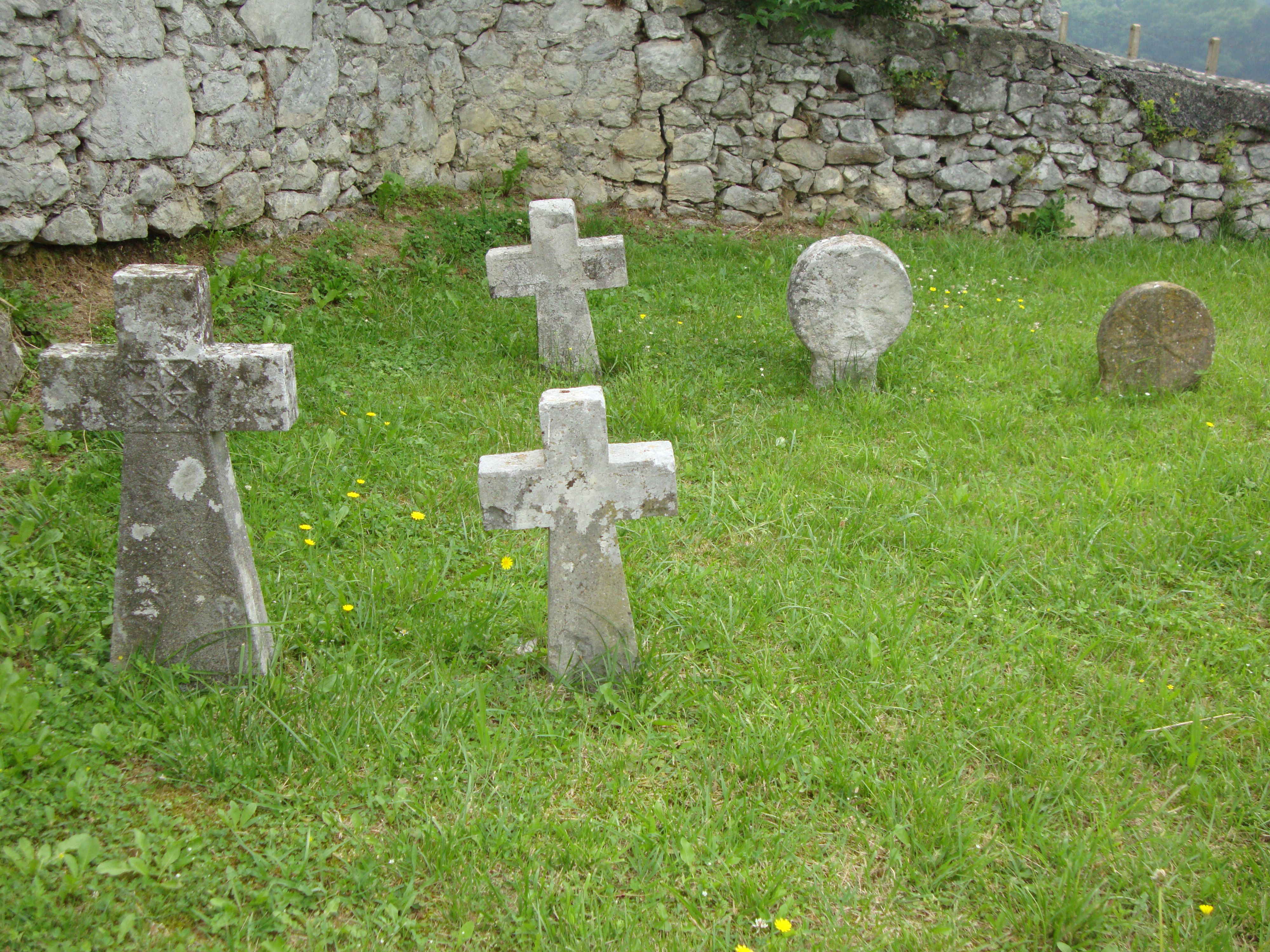
Stèles discoïdales à Suhare

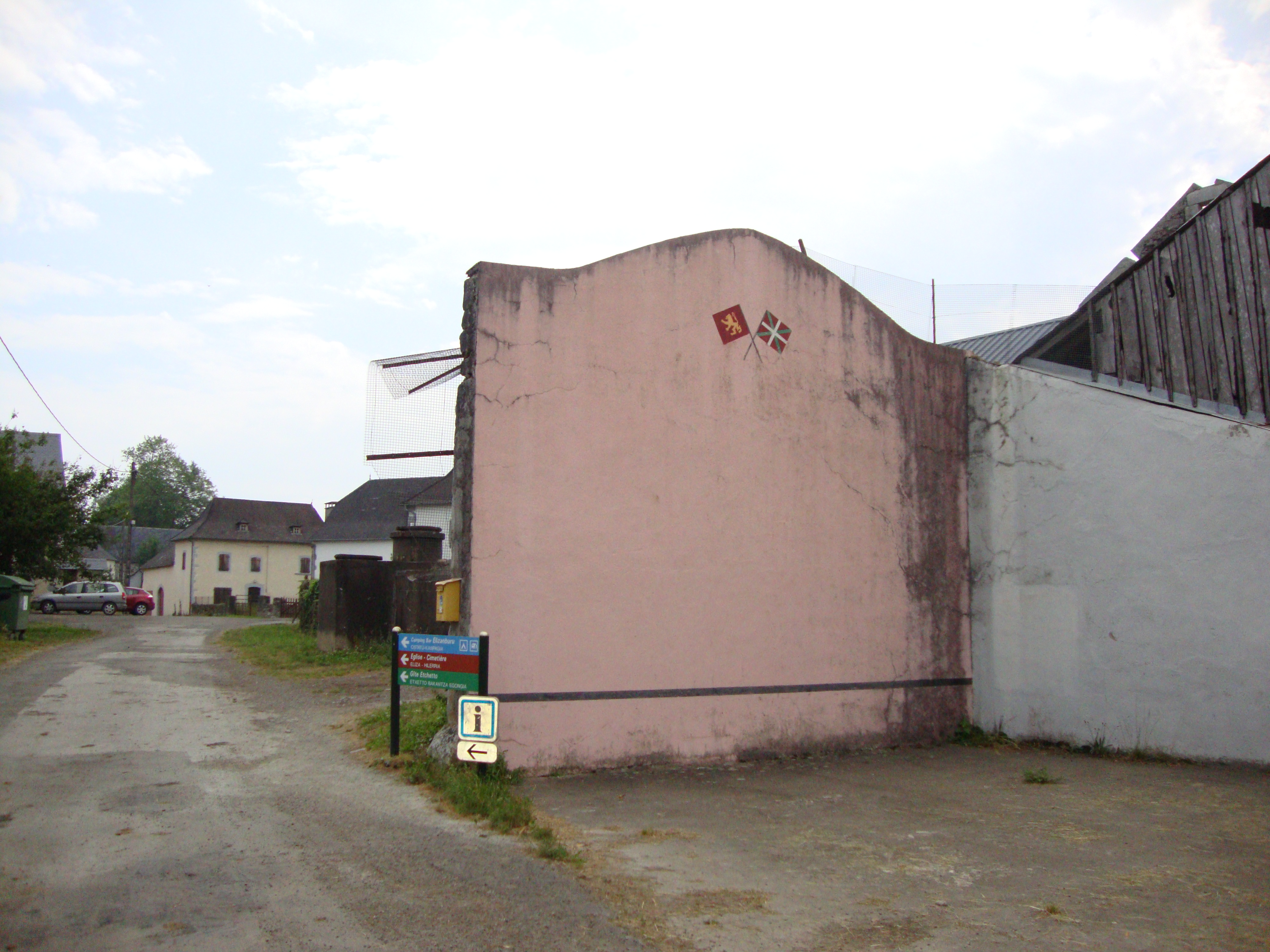
Le fronton de Suhare

Suhare fait partie de la Soule.

## Toponymie
Son nom basque est Zühara.
Le toponyme Suhare est mentionné en 1460 (contrats d'Ohix).

## Histoire
Le Terrier de Soule de 1675 dénombre sept feux à Suhare.

## Démographie
| 1793 | 1800 | 1806 | 1821 | 1831 | 1836 |
| ---- | ---- | ---- | ---- | ---- | ---- |
| 111  | 119  | 116  | 130  | 134  | 128  |

## Pour approfondir